# Sudiți
Sudiți is een Roemeense gemeente in het district Ialomița.
Sudiți telt 2247 inwoners.